# Chaetacis
Chaetacis es un género de arañas araneomorfas de la familia Araneidae. Se encuentra en  América.

## Lista de especies
Según The World Spider Catalog 12.0:
- Chaetacis abrahami Mello-Leitão, 1948
- Chaetacis aureola (C. L. Koch, 1836)
- Chaetacis carimagua Levi, 1985
- Chaetacis cornuta (Taczanowski, 1873)
- Chaetacis cucharas Levi, 1985
- Chaetacis incisa (Walckenaer, 1842)
- Chaetacis necopinata (Chickering, 1960)
- Chaetacis osa Levi, 1985
- Chaetacis picta (C. L. Koch, 1836)
- Chaetacis woytkowskii Levi, 1985